# Timaios (Platónův dialog)
Timaios (starořecky: Τίμαιος) je jeden ze spisů, tzv. dialogů, starořeckého filozofa Platóna. Byl sepsán řecky asi v roce 360 př. n. l. Vystupují v něm dvě hlavní, reálné postavy, Platónův strýc Kritiás a pythagorejský filozof Timaios, o němž ovšem někteří soudí, že nebyl postavou reálnou, ale čistě literární, neboť je zmiňován právě jen ve dvou Platónových dialozích. Po Timaiovi je celý text pojmenován a navazuje na něj dialog Kritiás, který je pojmenován po druhé z postav (oba texty jsou často vydávány společně). Obě postavy v knize pronášejí rozsáhlé monology. Vedlejšími postavami jsou Sokratés a Hermokrátés. Dílo předkládá úvahy o možné povaze fyzického světa a lidských bytostí. Dialog byl přeložen do latiny nejprve Ciceronem kolem roku 45 př. n. l. Ciceronův překlad, byť byl jen částečný, měl v pozdní antice velký vliv, zejména na latinsky mluvící církevní otce, jako byl svatý Augustin, který zřejmě neměl přístup k původnímu řeckému originálu. Úplnější překlad do latiny vyhotovil ve 4. století Calcidius a tento překlad měl vliv na středověkou novoplatónskou kosmologii a byl komentován zejména křesťanskými filozofy chartreské školy 12. století, jako byli Thierry z Chartres a Vilém z Conches, kteří jej interpretovali ve světle křesťanské víry. Zaujal je především mýtus stvoření, který je v díle představen. Až do 12. století byl Timaios na latinsky mluvícím Západě jediným dostupným Platónovým dílem. Dialog byl také velmi vlivný v arabsky mluvících oblastech, a to od 10. století. Není jisté, kdy vznikl překlad, a kdo ho vytvořil (snad arabsky mluvící nestorián Hunajn ibn Ishák), ale je známa celá řada komentářů. Galénův komentář k dialogu se zachoval jen v arabském překladu. Překladatel z 19. století Benjamin Jowett o knize poznamenal: "Ze všech Platónových spisů je Timaios pro moderního čtenáře nejtemnější a nejodpudivější." Míní tím, že obsah má blízko k mytologii a je nejvíce "novoplatónským dílem" (možno též říci gnostickým či mystickým) ze všech Platónových textů. Proto je také lákavým pro moderní ezoterismus, teozofii, záhadologii apod. Krom jiného se v něm mluví o Atlantidě. Filozofové však text vykládají obvykle jinak než mystici, nedomnívají se, že by Platónovi až tak šlo o stvoření vesmíru, ale všímají si, že Platón stvoření světa popisuje jako nikdy nekončící proces a domnívají se, že tak činí proto, aby ukázal, že to samé platí pro člověka i obec.